# Puffinus gavia
Puffinus gavia là một loài chim trong họ Procellariidae.